# Kalcymycyna
Kalcymycyna – organiczny związek chemiczny, antybiotyk jonoforowy z grupy jonoforów karboksylowych, produkowany przez bakterie Streptomyces chartreusensis.